# Шматко Євген Степанович
Євге́н Степа́нович Шматко — радянський і український фізик, фахівець з ядерної фізики та фізики космічних променів. Лауреат Державної премії України в галузі науки і техніки (1971). Багато років викладав на кафедрі експериментальної ядерної фізики фізико-технічного факультету Харківського університету.

## Біографія
Євген Шматко народився 1 січня 1944 року. 1966 року він закінчив фізико-технічний факультет Харківського університету, і з 1967 року почав працювати на кафедрі експериментальної ядерної фізики фізико-технічного факультету (тепер кафедра ядерної та медичної фізики).
1971 року нагороджений Державною премією України в галузі науки і техніки за цикл робіт з дослідження радіовипромінювання широких атмосферних злив космічних променів.
1978 року Шматко захистив дисертацію «Спектральний розподіл радіовипромінювання широких атмосферних злив» і здобув ступінь кандидата фізико-математичних наук зі спеціальності «Фізика ядра, елементарних частинок і високих енергій». З 1980 року почав викладати на кафедрі експериментальної ядерної фізики. Викладав курси лекцій «Дозиметрія іонізуючих випромінювань», «Електронна оптика», «Методи експериментальної ядерної фізики», «Проходження іонізуючих випромінювань крізь речовину», «Радіаційна безпека», «Фізика космічних променів», «Фізика ядерних реакторів», проводив лабораторні заняття з практикуму «Дозиметрія іонізуючих випромінювань». З 1990 року має вчене звання доцента.
Опублікував 38 статей у реферованих журналах. Помер Євген Степанович 15 травня 2011 р.

## Публікації

### Підручники
- Методические указания к изучению курса «Охрана труда и техника безопасности при работе с источниками ионизирующих излучений и с экспериментальными установками»: для 3 курса физико-технического факультета / Е. С. Шматко — Харьков: Издательство ХГУ, 1986. — 76 с.
- Проходження іонізуючих випромінювань крізь речовину: навчальний посібник для вузів / Є. С. Шматко, І. О. Гірка, В. М. Карташов — Харків: Видавництво ХНУ ім. В. Н. Каразіна, 2013 . — 130 с. — ISBN 978-966-623-821-7

### Дисертація
- Спектральное распределение радиоизлучения широких атмосферных ливней: дисс. канд. физ.-мат. наук / Е. С. Шматко — Харьков, 1977. — 121 с.

## Нагороди та звання
- Державна премія України в галузі науки і техніки (1971)
- Знак МОН України «Відмінник освіти України» (2004)